# Сан-Віто-ді-Кадоре
Сан-Віто-ді-Кадоре (італ. San Vito di Cadore, вен. San Vito de Cador) — муніципалітет в Італії, у регіоні Венето, провінція Беллуно.
Сан-Віто-ді-Кадоре розташований на відстані близько 510 км на північ від Рима, 115 км на північ від Венеції, 35 км на північ від Беллуно.
Населення — 1862 особи (2014).

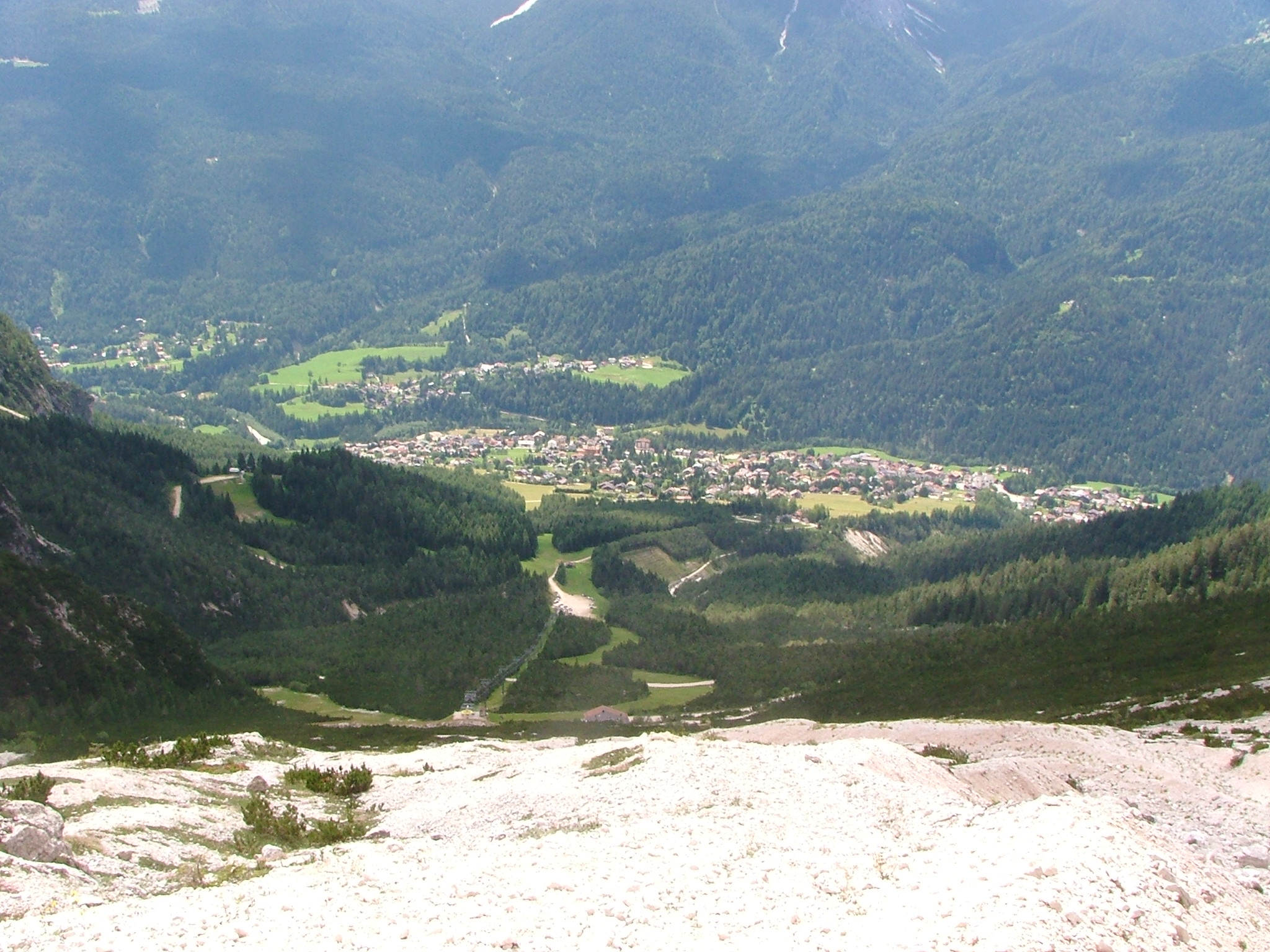

Щорічний фестиваль відбувається 15 червня. Покровитель — святий Віт.

## Демографія
Населення за роками:

Станом на 1 січня 2023 року в муніципалітеті офіційно проживав 161 іноземець з 26 країн, серед них 56 громадян країн Євросоюзу та 23 громадяни України.

## Сусідні муніципалітети
- Ауронцо-ді-Кадоре
- Борка-ді-Кадоре
- Калальцо-ді-Кадоре
- Колле-Санта-Лучія
- Кортіна-д'Ампеццо
- Сельва-ді-Кадоре
- Водо-ді-Кадоре